# Демі Мур
Деметрія (Де́мі) Джін Гайнс (англ. Demi Gene Guynes; нар. 11 листопада 1962, Розвелл, Нью-Мексико), після першого шлюбу Мур — американська акторка, продюсерка, режисерка, авторка пісень, активістка та філантропка (боротьба з проституцією та торгівлею людьми). Досягла світової популярності у 1980-х роках, а до 1995 року стала найбільш високооплачуваною акторкою у світі, однією з перших акторок Голлівуду домігшись рівної оплати праці для жінок у кіноіндустрії. Відзначена премією «Золотий глобус», нагородою Гільдії кіноакторів США, а також номінаціями на «Оскар», BAFTA і «Еммі». 2025 року вона увійшла до списку 100 найвпливовіших людей світу за версією журналу «Time».
Мур почала кар'єру як модель, а 1981 року приєдналася до акторського складу мильної опери «Головний госпіталь». Після залишення серіалу 1983 року вона привернула увагу як учасниця так званої «Банди бешкетників» («Brat Pack»), зігравши у фільмах «У всьому винен Ріо» (1984), «Вогні святого Ельма» (1985) і «Що трапилось минулої ночі» (1986). Справжня слава прийшла до неї після ролі в романтичній драмі «Привид» (1990). Наступними комерційними успіхами Мур стали «Декілька хороших хлопців» (1992), «Непристойна пропозиція» (1993) і «Викриття» (1994), що закріпили її статус зірки. 1996 року вона отримала безпрецедентний для акторок гонорар у 12,5 мільйонів доларів за головну роль у «Стриптизі». Однак після провалів «Червоної літери» (1995), «Присяжної» (1996) і «Солдат Джейн» (1997) її кінокар'єра пішла на спад.
У наступні роки Мур періодично з'являлася в незалежному кіно, грала другорядні ролі в таких фільмах, як «Янголи Чарлі: Повний вперед» (2003), «Боббі» (2006), «Хто ви, містере Брукс?» (2007), «Межа ризику» (2011) і «Розваги дорослих дівчат» (2017), а також знімалася в телепроєктах — «Якби стіни могли говорити» (1996), «Імперія» (2017—2018), «Ворожнеча: Капоте проти лебедів» (2024) і «Землевласник» (2024—досі). Новий виток слави приніс їй феміністичний боді-горор «Субстанція» (2024), де вона зіграла старіючу знаменитість. Ця роль принесла їй «Золотий глобус» за найкращу жіночу роль і першу номінацію на «Оскар».
Особисте життя Демі Мур неодноразово привертало увагу преси. 2019 року Мур випустила мемуари під назвою «Навиворіт», що стали бестселером за версією «The New York Times».

## Ранні роки
Деметрія Джин Гайнс народилася 11 листопада 1962 року в Розвелі (Нью-Мексико). Її батько, Чарльз Фостер Гармон-старший (1940—1997), служив у ВПС США. Він залишив її 18-річну матір Вірджинію (до шлюбу Кінг; 1943—1998) через два місяці після весілля, ще до народження дочки. Чарльз був уродженцем Ланетта (Алабама), а Вірджинія народилася в Річмонді (Каліфорнія), але виросла в Розвеллі. Бабуся Демі по материнській лінії провела дитинство на фермі в Еліді (Нью-Мексико). Предки сім'ї Кінг походили з центральних і південних штатів, переважно з Оклахоми, Арканзасу та Джорджії.
Коли Демі було три місяці, її мати одружилася з Деном Гайнсом (1943—1980), менеджером з реклами в редакції газети, чия часта зміна роботи змушувала сім'ю постійно переїжджати. 1967 року народився зведений брат Демі, Морган Гайнс. Акторка пізніше казала: «Мій батько — Ден Гайнс. Він виростив мене. Так, є людина, яка вважається моїм біологічним батьком, але у нас немає стосунків». У Демі також є зведені брати і сестри від інших шлюбів Чарльза Гармона, проте вона з ними не підтримує зв'язків. Її вітчим двічі одружувався з її матір'ю і двічі з нею розлучався. 20 жовтня 1980 року, через рік після другого розлучення, він вчинив самогубство. Біологічний батько Чарльз Гармон помер 1997 року від раку печінки в Бразорії (Техас).
Матір акторки неодноразово заарештовували — за водіння в нетверезому стані і за підпал. 1989 року Мур розірвала з нею зв'язок після того, як мати кинула оплачену нею реабілітацію в центрі Hazelden Foundation (Міннесота). 1993 року Вірджинія Гайнс шокувала публіку, знявшись оголеною для журналу «High Society» — у пародії на знамениті фото Демі Мур для «Vanity Fair» (включно зі знімками вагітної та в боді-арті), а також повторивши сцену з гончарним кругом із фільму «Привид». Однак незадовго до смерті матері від пухлини головного мозку (2 липня 1998 року) вони помирилися.
Демі росла в Розвеллі, а пізніше в Канонсбурзі (Пенсільванія). Фотограф Боб Гарднер із «Monongahela Daily Herald» (де працював її вітчим), згадував: «Вона виглядала виснаженою, не стільки через жорстоке поводження, скільки через занедбаність. Її пронизливий погляд викликав тривогу». У Демі була косоокість, виправлена двома операціями, а також проблеми з нирками. У 13 років вона дізналася, що Ден Гайнс не її біологічний батько, випадково знайшовши свідоцтво про шлюб батьків, датоване лютим 1963 року (через кілька місяців після її народження).
У 14 років Мур повернулася до рідного міста Розвелл, де півроку прожила з бабусею, а потім переїхала до штату Вашингтон, де поблизу Сіетла проживала її мати, яка нещодавно розлучилася з чоловіком. Через кілька місяців сім'я знову змінила місце проживання — цього разу на Західний Голлівуд (Каліфорнія). Там мати влаштувалася в компанію з розповсюдження журналів, а Демі пішла до школи Fairfax High School. 2019 року Мур поділилася, що у 15 років її зґвалтував 49-річний домовласник Безіл Думас, який стверджував, що заплатив її матері за доступ до неї, проте Мур сумнівається в правдивості його слів.
У листопаді 1978 року 16-річна Демі кинула школу і переїхала до 28-річного гітариста Тома Данстона. Влаштувавшись секретаркою на ресепшені кіностудії «20th Century Studios» (завдяки допомозі матері Данстона, асистентки продюсера Дугласа С. Крамера), пізніше вона підписала контракт з модельним агентством «Elite Model Management». 
Надихнувшись прикладом сусідки — 17-річної німецької акторки Настасьї Кінскі, — Демі записалася на акторські курси. Її першими ролями стали епізоди в серіалах «W.E.B.» і «Kaz».

## Кар'єра

### Початок кар'єри (1980—1989)

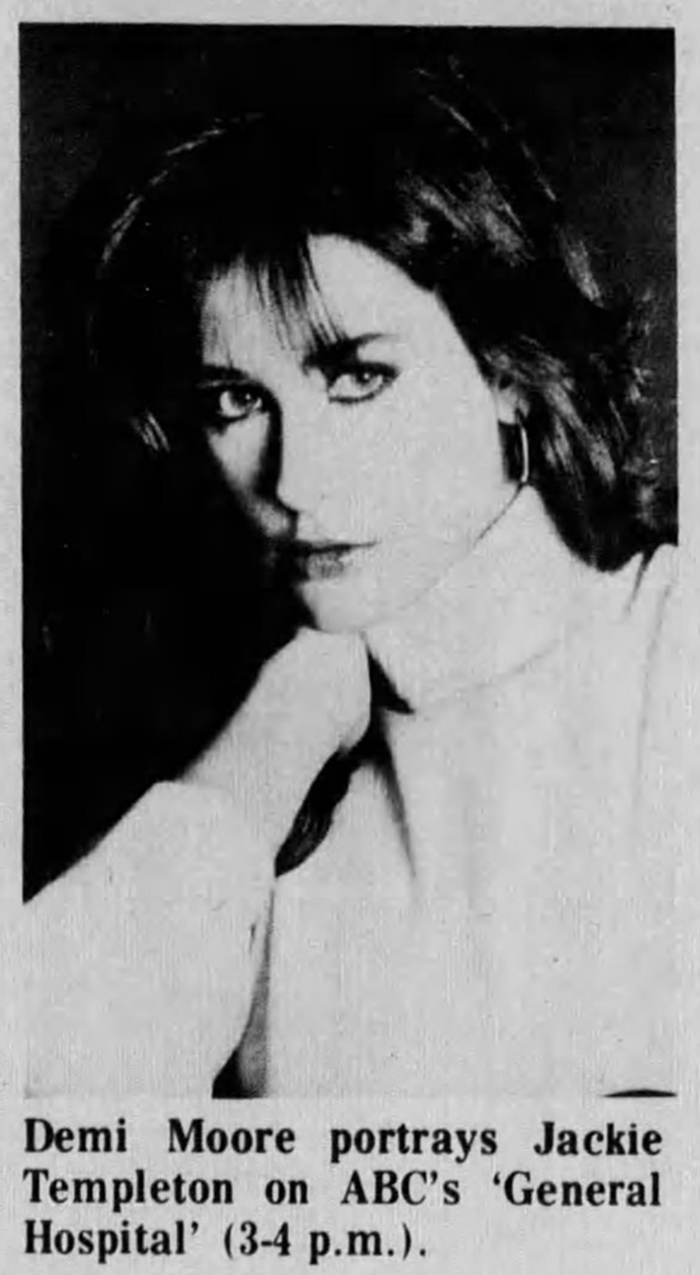
Газетна вирізка з Демі Мур у ролі Джекі Темплтон у серіалі «Головний госпіталь» (січень, 1982)

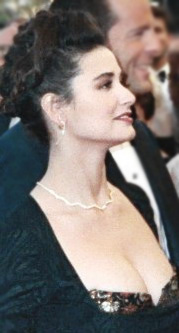
Демі Мур на 61-й церемонії вручення нагород премії «Оскар» (березень, 1989)

Мур брала участь у створенні трьох пісень, написаних у співавторстві з Фредді Муром, а також знялася в музичному кліпі на їхню композицію «It's Not a Rumor» у виконанні гурту «The Nu-Kats». Вона досі отримує авторські відрахування за свою роботу як співачка та авторка пісень (1980—1981).
У січні 1981 року Мур з'явилася на обкладинці чоловічого журналу «Oui». Фотографії були зроблені раніше, коли вона позувала оголеною. В інтерв'ю 1988 року акторка пояснила, що погодилася лише на обкладинку: «Мені було 16, але я сказала, що мені 18». Однак, як зазначав журналіст Алан Картер, у самому журналі опублікували відверті кадри, а пізніше її фото з'явилися і у виданні «Celebrity Sleuth». Сама Мур пізніше стверджувала, що ці знімки «робилися для європейського модного журналу». 1990 року вона знову повернулася до цієї теми, підкресливши: «Мені було 17. Я була неповнолітньою. Це була лише обкладинка».
Її кінодебютом стала роль подруги головного героя у спортивній драмі «Вибір» (1981) режисера Сільвіо Наріццано. Спочатку фільм не привернув великої уваги, але після зростання популярності акторки його стали активно просувати при перевиданні на відео. Друга її робота — фантастичний боді-горорі «Паразит» (1982), знятий у 3D-форматі. Режисер Чарльз Бенд доручив кастинг-директору Джоанні Рей знайти «нову Карен Аллен», і вибір припав на Мур. Фільм мав помірний успіх у кінотеатрах просто неба, зібравши в прокаті 7 мільйонів доларів. До моменту його виходу акторка вже кілька місяців знімалася в денній мильній опері «Головний госпіталь» у ролі журналістки-розслідувачки Джекі Темплтон (її персонаж залишався в серіалі до 1983 року). Цього періоду період вона ненадовго з'явилася в пародійній комедії «Молодість, лікарня, любов» (1982) в епізодичній ролі без вказівки в титрах.
Переломним моментом у її кар'єрі став 1984 рік, коли вона зіграла доньку бізнесмена (у виконанні Майкла Кейна) в еротичній комедії «У всьому винен Ріо». Потім послідувала роль коханої фотографа-початківця (у виконанні Джона Краєра) в картині «Велике почуття» (1984). Кінокритик «Los Angeles Times» Шейла Бенсон назвала Мур «одкровенням фільму», відзначивши її «чарівність, пристрасність, дикувату енергію, трагікомічність і справжню емоційність». Комерційний успіх прийшов до неї після виходу драми про япі «Вогні святого Ельма» (1985), де вона зіграла розкуту банкірку. Режисер Джоел Шумахер, який особисто домагався затвердження Мур на роль, наполіг, щоб вона пройшла перед зйомками лікування своєї наркотичної залежності і навіть найняв людину, яка протягом зйомок постійно контролювала її стан. Попри негативні відгуки критиків, фільм став касовим хітом і приніс Мур широку популярність. Через цю роль її часто зараховували до так званої «Банди бешкетників» («Brat Pack»), групи молодих акторів 1980-х, проте сама вона вважала цей ярлик «принизливим».
Знявшись у романтичній драмі «Що трапилось минулої ночі» (1986), Мур перейшла до більш серйозного етапу своєї кар'єри, де вона зіграла одну з головних ролей — жительку Чикаго, втягнуту в складні стосунки (її партнером виступив Роб Лоу). Фільм став поворотним у її творчості: після його виходу їй почали пропонувати більш якісні проєкти. Роджер Еберт поставив картині найвищу оцінку, особливо відзначивши гру Мур: «У цьому фільмі їй довелося зіграти всю гаму романтичних емоцій — і вона впоралася бездоганно». Успіх «Минулої ночі» затьмарив її інші роботи 1986 року — «Одного божевільного літа» і «Віздом», які стали останніми її фільмами, орієнтованими на молодіжну аудиторію.
Восени 1986 року Мур дебютувала на театральній сцені в в позабродвейській постановці «Рання дівчина» («The Early Girl»), у складі трупи «Circle Repertory Company». Мел Гасоу з «The New York Times» назвав її виступ «вражаючим дебютом», підкресливши «вдале поєднання наївності та майстерності, а також готовність повністю віддаватися ролі». 1988 року Мур зіграла головну роль в апокаліптичній драмі «Сьоме знамення», це був її перший досвід як єдиної зірки фільму. А рік потому вона втілила образ дотепної прачки і частково повії в алегоричній стрічці Ніла Джордана «Ми не янголи» (про епоху Великої депресії), де її партнерами стали Роберт Де Ніро і Шон Пенн.

### Суперзірковій статус (1990—1997)
Найуспішнішим фільмом Демі Мур у той період стала містична романтична мелодрама «Привид» (1990). Стрічка зібрала у світовому прокаті понад 505 мільйонів доларів, ставши найкасовішим фільмом року, а відеокасети з нею — найпрокатнішими у 1991 році. Мур зіграла молоду жінку, що опинилася в небезпеці, яку захищає привид її вбитого хлопця за допомогою скептично налаштованого екстрасенса. Кадри любовної сцени між персонажами Мур та Патріка Свейзі, яка починається перед гончарним колом під звуки пісні «Unchained Melody», стали одним із культовим моментом в історії кіно. «Привид» номінували на премію «Оскар» за найкращий фільм, а гра Мур принесла їй номінацію на «Золотий глобус» і премію «Сатурн» за найкращу жіночу роль. Крім того, акторка задала новий тренд: її коротка стрижка «гамін» стала взірцем для наслідування, надихнувши мільйони жінок. Примітним стало те, що на піку прокату «Привид» і «Міцний горішок 2» (з тодішнім чоловіком Мур, Брюсом Віллісом) одночасно посідали перше та друге місця у касових зборах. Схожий рекорд іншому голлівудському подружжю, Раяна Рейнольдса і Блейк Лайвлі, вдалося повторити лише 2024 року.

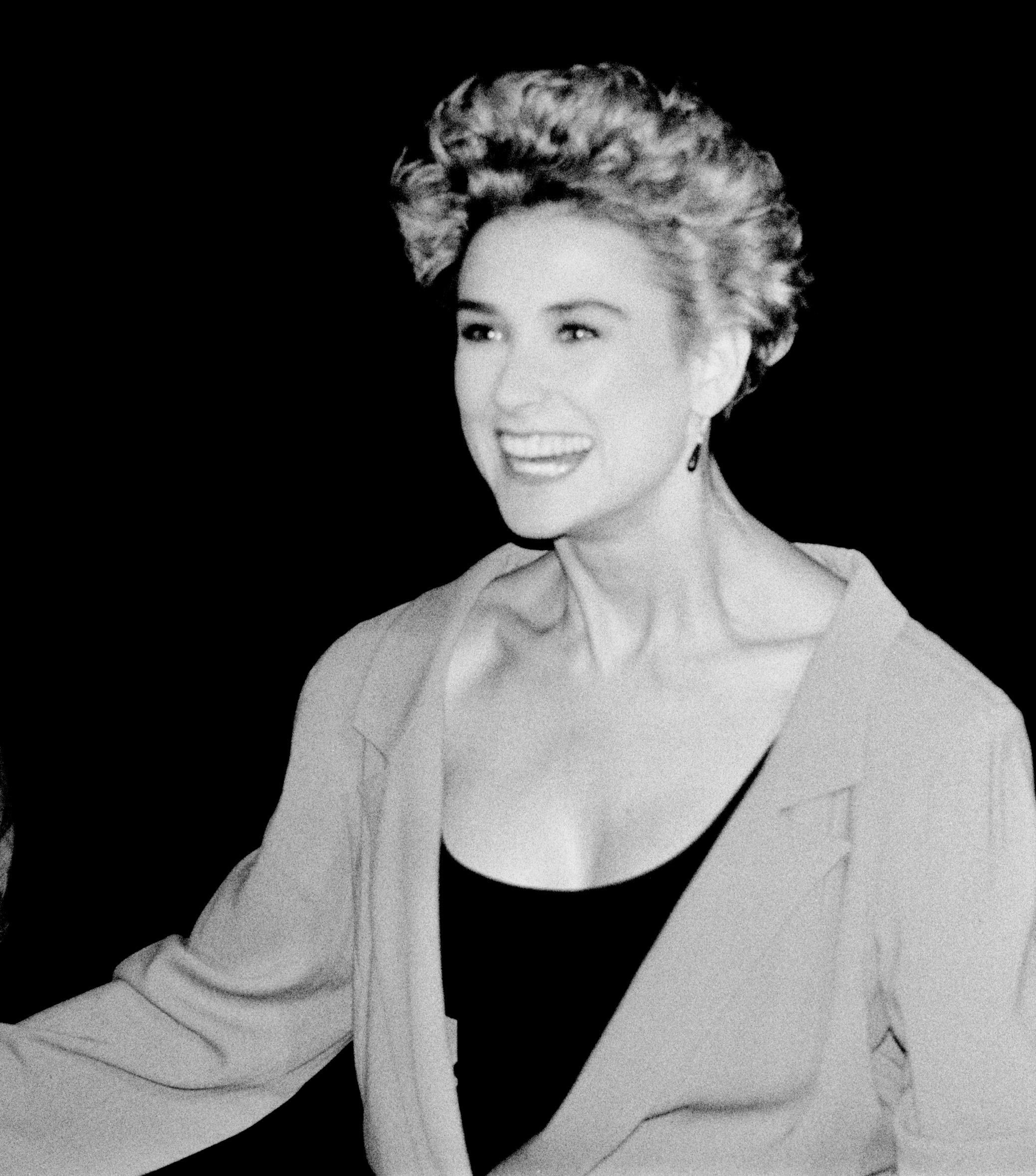
Демі Мур на Фестивалі американського кіно у Довілі (Нормандія, Франція (вересень, 1990))

1991 року Мур знялася в трьох різножанрових проектах: у чорній комедії «Одні неприємності» вона зіграла адвокатку, у трилері «Смертельні думки» — підозрювану у вбивстві, а в романтичній комедії «Дружина м'ясника» — ясновидицю. «Смертельні думки», де її партнером знову виступив Вілліс, став для акторки «проєктом-пристрастю»: після успіху «Привида» вона шукала складні ролі і їй дуже сподобався нью-джерсійський діалект її героїні. Коли початкового режисера замінили Аланом Рудольфом, Мур особисто вирішила фінансові проблеми, оплативши понаднормові зйомки. За роль у «Дружині м'ясника» вона отримала гонорар у 2,5 мільйона доларів, але згодом назвала фільм своєю помилкою. Зазначалося, що під час зйомок її «обслуговували асистент, інструктор по діалогам, масажист, консультант з психології, няня [її доньки] та охоронець […] — на додаток до стандартних перукаря, гримера й асистента. Вона приїжджала на ранкові зйомки на лімузині і наполягала на перельотах між локаціями на приватному літаку». Сценарист Езра Літвак заявив: «Демі — справжня кінозірка. Усе обертається навколо цього факту. Вона точно знає, чого хоче». Попри провал у прокаті та розгромні рецензії, критик Роджер Еберт високо оцінив її гру, назвавши її «теплою і душевною».
Наступні ролі Мур — лейтенант-командер у драмі Роба Райнера «Декілька хороших хлопців» (1992), дружина, яку морально випробовують, у «Непристойній пропозиції» Едріана Лайна (1993) та сексуально агресивна роботодавиця в трилері «Викриття» (1994) Баррі Левінсона — зміцнили її статус однієї з найзатребуваніших акторок Голлівуду. Усі три фільми очолювали бокс-офіс і стали блокбастерами. Продюсер Мартін Шафер назвав її «рівною за значущістю будь-яким зіркам-чоловікам» і «найвидатнішою акторкою світового кіно».
Однак зі зростанням популярності її вибір ролей став піддаватися пильній критиці. Так, її інтерпретація Естер Прінн у фільмі «Червона літера» 1995 року, який був вільною екранізацією однойменного роману Натаніеля Готорна, — викликала різке неприйняття. Рецензент Джеймс Берардінеллі вважав, що Мур не впоралася з роллю, а її обмежений акторський діапазон зробив персонажа невиразним. Того ж року вийшла ностальгічна драма «Час від часу», де вона зіграла письменницю з проблемами в особистому житті, акторка дуже тепло відгукувалася щодо цих зйомок. Мур називала цей проект «не просто фільмом, а справжньою пригодою». Незважаючи на прохолодні оцінки критиків, картина здобула комерційний успіх і набула культового статусу.
Отримавши рекордний гонорар у розмірі 12,5 мільйонів доларів за головну роль у фільмі «Стриптиз» 1996 року, Мур досягла статусу найоплачуванішої акторки у світі. У цій картині вона зіграла секретарку ФБР, яка стала стриптизеркою. Її дочка Румер Вілліс, якій на момент виходу фільму було сім років, виконала доньку її героїні. Незважаючи на відносно успішні касові збори — 113 мільйонів доларів у світовому прокаті, — фільм зустріла різка критика. Браян Ді Джонсон з «Maclean's» розкритикував акторську гру Мур і назвав стрічку «позбавленим смаку» проявом її марнославства. Того ж року акторка знялася в трилері «Присяжна», де зіграла одиноку матір, залякану мафіозі. Однак цей фільм також не знайшов відгуку у глядачів та критиків. За обидві ролі Мур удостоїли антипремії «Золота малина» у номінації «Найгірша акторка».
Паралельно Мур виступила продюсером та виконала одну з головних ролей у телефільмі HBO «Якби стіни могли говорити» (1996), трисерійній антології, присвяченій темі абортів. Разом із Мур у проекті знялися Сіссі Спейсек та Шер. Сценаристка Ненсі Савока виступила режисером двох епізодів, в одному з яких Мур зіграла вдову-медсестру 1950-х років, змушену вдатися до підпільного аборту. Телефільм став на той час найбільш рейтинговим оригінальним проектом HBO, зібравши біля екранів 6,9 мільйонів глядачів. За цю роботу Мур отримала дві номінації на «Золотий глобус» — за найкращу жіночу роль у міні-серіалі чи телефільмі та як продюсер найкращого телевізійного фільму, а також номінацію на «Еммі» у категорії «Найкращий телефільм». Крім того, в 1996 році вона озвучила Есмеральду в мультфільмі «Горбань з Нотр-Даму» і Даллас Граймс в «Бівис і Батхед роблять Америку» — обидва анімаційні фільми стали найкасовішими у своєму жанрі за той рік.
1997 року Мур втілила на екрані першу жінку, яка пройшла підготовку в спецпідрозділі ВМС США «Морські котики», у драмі Рідлі Скотта «Солдат Джейн». Для цієї ролі вона повністю поголила голову і пройшла інтенсивний двотижневий курс військової підготовки. Фільм отримав неоднозначні відгуки і приніс акторці чергову «Золоту малину», проте її гра була загалом високо оцінена критиками. При бюджеті в 50 мільйонів доларів картина зібрала 98,4 мільйона доларів по всьому світу, що зробило її помірно успішною в комерційному плані. «Стриптиз» і «Солдат Джейн» вважаються фільмами, після яких у кар'єрі Мур настав спад. Пізніше вона прокоментувала це словами: «Зі „Стриптизом“ усе виставляли так, ніби я зрадила жінок, а з „Солдат Джейн“ — чоловіків». Проте акторка вважає свою роль у «Солдат Джейн» одним із головних професійних досягнень. Того ж року вона зіграла ультрапобожну єврейку-психіатра у фільмі Вуді Аллена «Розбираючи Гаррі» та емоційно відсторонену дружину в короткометражці Марка Пеллінгтона «Шлях у нікуди».

### Перерва та епізодичні ролі (1998—2007)
Після виходу фільму «Солдат Джейн» Мур відійшла від активної кінокар'єри і переїхала до Гейлі (Айдахо), щоб повністю присвятити себе вихованню трьох дочок. Протягом трьох років вона не з'являлася на екрані, поки не повернулася з роллю в артгаузній психологічній драмі «Два життя» (2000) — першому англомовному фільмі бельгійського режисера Алена Берлінера. Її виконання ролі жінки з дисоціативним розладом особистості отримало схвальні відгуки критиків, проте сам фільм оцінили неоднозначно: деякі оглядачі визнали його надмірно затягнутим, а глядацького успіху картина не здобула. Пізніше Мур зізнавалася, що не змогла повністю розкритися в цій роботі через переживання, пов'язані зі смертю матері і розлученням з Брюсом Віллісом. Після цього вона знову взяла паузу в кар'єрі, продовжуючи відмовлятися від пропозицій щодо зйомок. Продюсер Ірвіна Вінклера 2001 року зазначав: «Півтора року тому у нас був проект — хороший комерційний фільм. Ми зв'язалися з нею, але вона не виявила інтересу».
Повернення Мур в кіно відбулося 2003 року з роллю антагоністки в блокбастері «Янголи Чарлі: Повний вперед», де її партнерами стали Кемерон Діас, Дрю Беррімор і Люсі Лью. Персонаж був написаний спеціально для неї, і, за словами Беррімор, Мур «затьмарила самих янголів». Особливу увагу преси привернула сцена, в якій акторка з'являється в купальнику — цей епізод викликав, за її власними словами, «надто бурхливу» реакцію. Пізніше Мур зізнавалася, що така гіпертрофована реакція змусила її засумніватися у своєму місці в індустрії. Рецензент «Rolling Stone» Пітер Треверс іронічно зауважив: «Порятунком стає поява Демі Мур у ролі занепалого янгола… 40-річна акторка має чудовий вигляд у бікіні і навіть не намагається грати. Її холодна сексуальність контрастує з веселим божевіллям, у якому янголи б'ються, танцюють і носяться на мотоциклах, немов клони Індіани Джонса на естрогені». Фільм виявився комерційно успішним, зібравши 259,1 мільйона доларів у світовому прокаті, однак після цього Мур знову зникла з екранів на три роки. Цього періоду вона стала обличчям брендів «Versace» і «Helena Rubinstein».
2006 року вона зіграла головну роль у містичному трилері «Напівсвітло», де постала в образі скорботної письменниці, а потім возз'єдналася з Еміліо Естевесом у драмі «Боббі», присвяченій останнім годинам життя Роберта Кеннеді. Її персонажем стала співачка, що спивається, кар'єра якої йде на дно. У складі акторського ансамблю Мур номінували на премію Гільдії кіноакторів США і дали нагороду Голлівудського кінофестивалю в категорії «Найкращий акторський склад».
2007 року вона знялася разом з Майклом Кейном, своїм партнером по фільму «У усьому винен Ріо», у британській кримінальній драмі «Без вад», зігравши американську бізнес-леді, яка бере участь у пограбуванні Лондонської діамантової корпорації у 1960-х роках. Рецензент «Miami Herald» писав: «Блискучий дует Демі Мур і Майкла Кейна в ролях викрадачів діамантів у цьому неквапливому кримінальному фільмі з лишком компенсує його неспішний темп». Того ж року вона з'явилася в психологічному трилері «Хто ви, містере Брукс?» у ролі цілеспрямованої поліцейської, яка розслідує злочини серійного вбивці. Критик Пітер Треверс визнав, що її персонаж «заслуговував більш продуманої передісторії, ніж абсурдна лінія про спадкоємицю, оточену мисливцями за статками». Незважаючи на змішані оцінки, фільм виявився прибутковим, зібравши 48,1 мільйонів доларів у прокаті.

### Незалежні фільми та різні проекти (2008—2023)
2008 року Мур дебютувала як режисерка з короткометражним фільмом «Смуга», присвяченим темі дорослішання. У цій роботі знялася її дочка Румер Вілліс, а сам фільм був показаний на Кінофестивалі у Нешвіллі. 2009 року вона зіграла дві помітні ролі: у драмі «Сльози щастя» вона втілила образ доньки, яка допомагає батькові справлятися з віковими проблемами, а в комедії «Сімейка Джонсів» — таємного маркетолога, що просуває товари серед сусідів. Критики високо оцінили останній фільм, зазначивши, що він «вдало сатирично зображує споживчу культуру», а також виділили сильну гру Мур. Того ж року вона взяла участь у бродвейській постановці «24-годинної п'єси» у театрі «American Airlines». 2010 року вийшов фільм «Бунраку», який акторка охарактеризувала як «масштабну пригоду з елементами екшену». У ньому вона зіграла роль фатальної жінки, куртизанки з таємничим минулим.
2011 року Мур знялася у корпоративній драмі «Межа ризику», з Кевіном Спейсі, Саймоном Бейкером та Полом Беттані у головних ролях. Вона виконала роль керівниці відділу ризик-менеджменту великого інвестиційного банку на Волл-стріт на початку фінансової кризи 2008 року. Фільм отримав позитивні відгуки, а акторський склад номінували на премію «Готем», та на премії Товариства кінокритиків Фенікса і Асоціації кінокритиків Центрального Огайо. Того ж року Мур отримала номінацію на премію Гільдії режисерів Америки за постановку епізоду фільму-антології «П'ять» телеканалу Lifetime

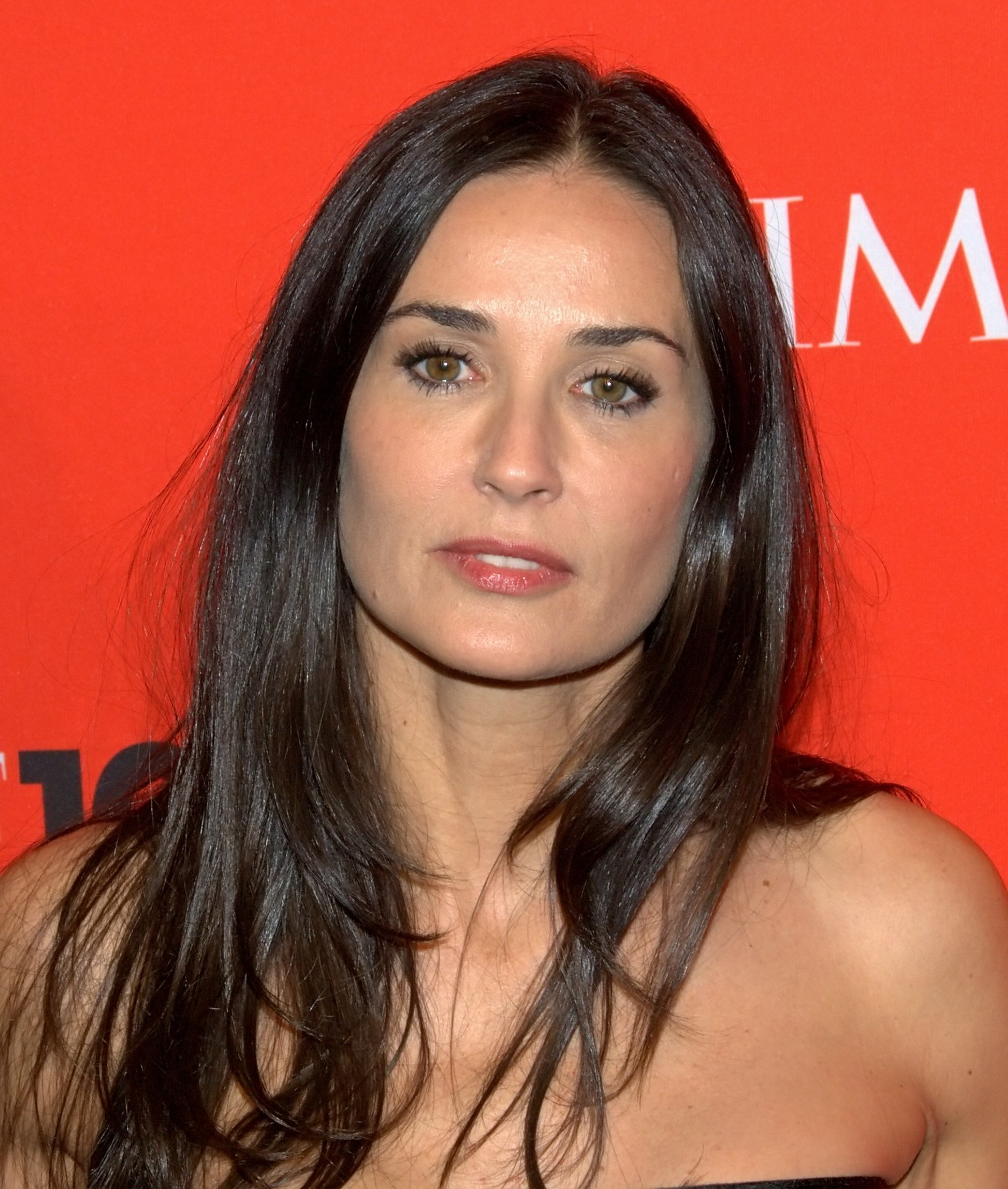
Демі Мур на церемонії «Time 100» (2010)

Цього періоду її кар'єра змістилася в бік невеликих фільмів і другорядних ролей. У чорній комедії «Родичі» (2011) вона зіграла ексцентричну другу дружину, а в молодіжних драмах «Літо. Однокласники. Любов» (2012) і «Дуже хороші дівчатка» (2013) — матерів головних героїнь. У вестерні «Покинутий» (2015) вона з'явилася у ролі колишньої коханої стрільця, а в комедії «Молодість за страховкою» (2016) — дочки пенсіонера-вчителя. У драмі «Сліпець» (2017) її героїнею стала дружина бізнесмена, який опинився під слідством. Журналіст «Rolling Stone» Девід Фір зазначив, що, попри її присутність на екрані, «складається враження, ніби вона навмисно дистанціюється від Голлівуду».
У 2017—2018 рік Мур знімалася в серіалі «Імперія», де виконала роль загадкової медсестри. У чорній комедії «Розваги дорослих дівчат» (2017) вона зіграла одну з учасниць свінгерської пари, що спокушає гостю дівич-вечора. Критики оцінили гру акторки неоднозначно: одні назвали її «блискуче відразливою», інші вважали її сюжетну лінію слабким місцем фільму. Ця картина стала її єдиним широким релізом десятиліття, що зібрав 47,3 млн доларів у світовому прокаті. 2018 року вона знялася в індійській драмі «З любов'ю, Соня» в ролі соціальної працівниці, а 2019-го — у чорній комедії «Корпоративні тварини», де зіграла аморальну керуючу.
У вересні 2019 року видавництво «HarperCollins» опублікувало книгу мемуарів Мур під назвою «Навиворіт» («Inside Out»), в якій вона розповідає про своє дитинство, стосунки та особисту боротьбу. Видання стало бестселером за версією «The New York Times», очоливши списки в категоріях нон-фікшен.
2020 року Мур з'явилася в постапокаліптичному трилері «Пташка у клітці», виконавши роль глави сім'ї, а також знялася в серіалі «Прекрасний новий світ» в образі матері головного героя. Крім того, вона брала участь у показі фешн-шоу Ріанною «Savage x Fenty Vol. 2», де з'явилася у Спідній білизні. Того ж року Мур виступила продюсеркою і виконавицею головної ролі в аудіоподкасті «Брудна Даяна», записаному нею у власній ванній. Вона назвала цей проект можливістю досліджувати тему сексуальності через призму позитивного сприйняття.
2022 року Мур отримала схвальні відгуки за роль ексцентричної сусідки в музичній драмі «Будь ласка, крихітко, будь ласка». Критики відзначали її магічну присутність на екрані. Також вона зіграла камео в комедії «Нестерпний тягар величезного таланту», де з'явилася в ролі «кінематографічної колишньої дружини» Ніколаса Кейджа.

### Повернення успіху (2024—досі)

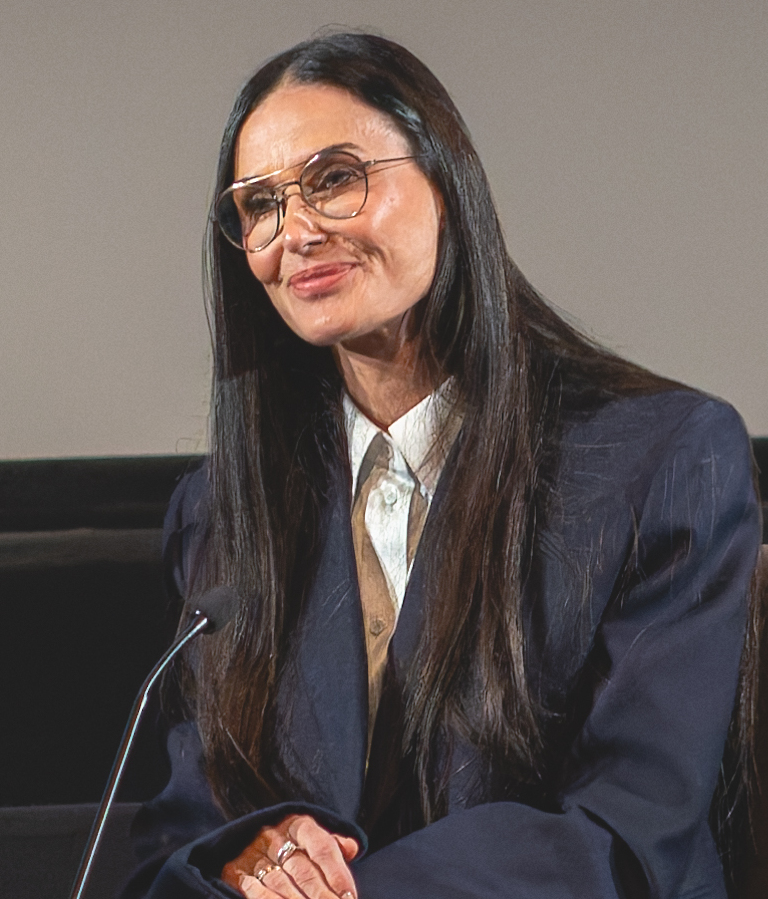
Демі Мур під час презентації фільму «Субстанція» (вересень, 2024)

2024 року Мур зіграла роль світської левиці Енн Вудворд у серіалі-антології Раяна Мерфі «Ворожнеча: Капоте проти лебедів» на каналі FX. Крім того, акторка розпочала зйомки в драматичному серіалі Тейлора Шерідана «Землевласник» на Paramount+, де виконала роль дружини нафтового магната.
Особливу увагу критики привернула її робота в сатиричному феміністичному боді-горорі Коралі Фаржи «Субстанція» (2024). У цій картині Мур зіграла старіючу зірку, яка використовує заборонений препарат, щоб повернути молодість. Прем'єра фільму відбулася на Каннському кінофестивалі 2024 року, гра акторки отримала високі оцінки. Ніколас Барбер з BBC назвав цю роль найкращою в її кар'єрі за останні десятиліття, зазначивши, що Мур «безстрашно пародіює свій публічний образ». Філ де Семлієн з «Time Out» підкреслив, що вона «утримує весь фільм, повністю відкидає амплуа зірки та створює образ, повний уразливості, жаху і в'янучого его». За цю роботу Мур отримала «Золотий глобус за найкращу жіночу роль у комедії або мюзиклі», «Вибір критиків» за найкращу жіночу роль, а також премію Гільдії кіноакторів США. Крім того, її номінували на «Оскар» і BAFTA в категорії «Найкраща акторка».
Найближчим часом вона візьме участь у новому фільмі Бутса Райлі «Я люблю Бустерів». У проєкті розповідається про заповзятливих магазинних злодюжок і прихильників рівних можливостей, які націлилися на нещадного експерта у світі моди. У квітні 2025 року її визнали найкрасивішою жінкою світу за версією журналу «People». 9 травня 2025 року з'явилось повідомлення, що Мур зніметься разом з Колманом Домінго у фільмі «Дивні прибульці» режисера Роджера Росса Вільямса, заснованому на історії Бетті та Барні Гілл, міжрасової пари, яка 1961 року стала об'єктом першого зареєстрованого випадку викрадення прибульцями.

## Публічний імідж

### Статус і персона

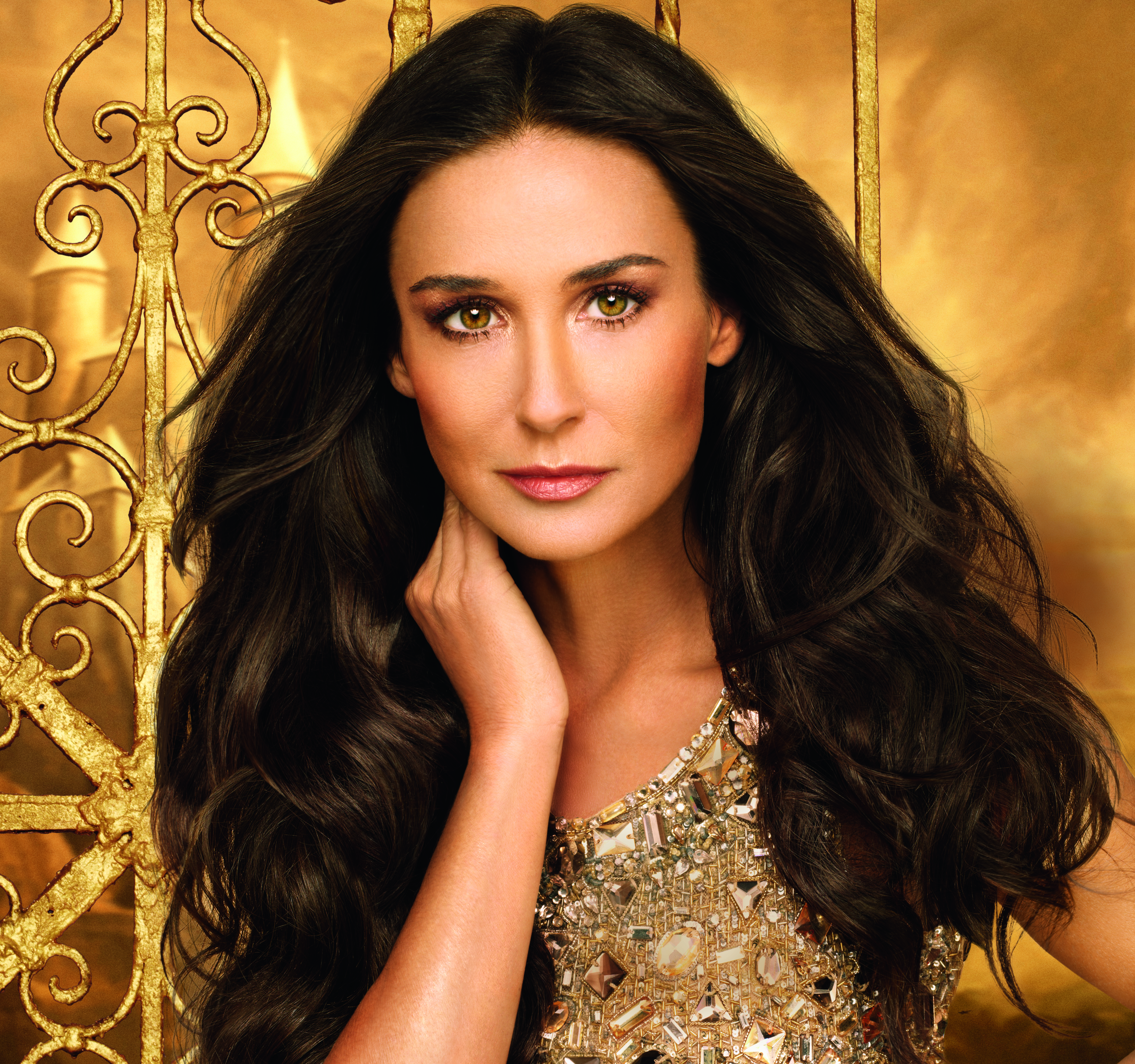
Демі Мур у рекламі шведської косметичної компанії Oriflame (2012)

Демі Мур вважається однією з перших акторок Голлівуді, які домоглися рівної оплати праці для жінок у кіноіндустрії. 1995 року вона встановила рекорд, отримавши 12,5 мільйонів доларів за роль у фільмі «Стриптиз», на той момент це був найвищий гонорар, запропонований акторці. Примітним стало те, що продюсери картин «Стриптиз» і «Солдат Джейн» навіть влаштували своєрідний «аукціон», прагнучи першими роздобути Мур для зйомок. У результаті перемога залишилася за «Стриптизом», і Мур стала найбільш високооплачуваною акторкою року. 
Як зазначало видання «Entertainment Weekly», її гонорар спричинив «ефект доміно» в індустрії: після цього Шерон Стоун підвищила свої розцінки з 6 до 7 мільйонів доларів, Джоді Фостер — із 7 до 8, Мег Раян — із 6 до 8, а Джулія Робертс — із 12 до 13 мільйонів.
Пізніше Демі Мур стали називати піонеркою у боротьбі за рівні умови для акторок: вона першою зажадала для себе такі ж гонорари, бонуси і позиції в титрах, як у колег-чоловіків.
Під час роботи над «Солдатом Джейн» у пресі з'явилися повідомлення про те, що Мур зажадала від студії зафрахтувати два літаки — для себе і своєї свити. Це лише зміцнило її репутацію «діви», що склалася після відмови від ролі у фільмі «Поки ти спав» (згодом її зіграла Сандра Буллок) через незгоду студії з її фінансовими умовами. Журналісти навіть прозвали акторку «Gimme Moore» (від англ. «give me more» — «дай мені більше»).
2007 року «The Guardian» писала про неї: «Її екранний образ завжди несе в собі щось невразливе. У ньому є жорсткість, сила, рішучість». 2003 року про її кар'єру вийшов випуск передачі «Є! Правдива голлівудська історія», а 2012 року — «Celebrity Style Story». Мур неодноразово включали до списків найкрасивіших жінок світу. 1996 року журнал «People» назвав її однією з «50-ти найкрасивіших людей», а 2004 року вона посіла 9-те місце в рейтингу «Найкрасивіших жінок усіх часів». 1999 року вона стала запрошеним редактором листопадового номера «Marie Claire», а «Forbes» помістив її на 8-му сходинку в топ-20 акторок, ґрунтуючись на касових зборах її фільмів. 2019 року «The Wall Street Journal» заніс матеріал про Мур до числа найбільш популярних статей року, а 2025 року вона очолила щорічний рейтинг «People» «100 найкрасивіших людей» і потрапила до списку «Time» «100 найвпливовіших людей року».

### Фотомодель
Демі Мур часта гостя на обкладинках провідних модних видань, серед яких, серед яких «W», «Vanity Fair», «Interview», «Rolling Stone», «Glamour», «InStyle», «Time» і «Vogue». У жовтні 2019 року вона позувала оголеною для обкладинки «Harper's Bazaar». Станом на 2024 рік, її фото з'являлися на обкладинках журналів щороку, починаючи з 1980 року. Крім того, вона знімалася в рекламі таких брендів, як «Keds», «Oscar Mayer», «Diet Coke», «Lux», «Jog Mate» та універмагів «Seibu», а також брала участь у друкованих кампаніях «Versace» і «Ann Taylor».
У серпні 1991 року Демі Мур з'явилася оголеною на обкладинці журналу «Vanity Fair» під заголовком «More Demi Moore» («Ще більше Демі Мур»). Фотографію зробила всесвітньо відома фотографка Енні Лейбовіц, коли акторка була на сьомому місяці своєї другої вагітності. За задумом фотографки знімок мав передати «антиголлівудський» і «антигламурний» образ. Обкладинка викликала широкий резонанс і стала предметом активного обговорення в ЗМІ. Відвертість, з якою Лейбовіц зобразила вагітну Мур, розділила громадську думку: одні бачили в цьому сексуальну об'єктивацію, інші ж розцінили фотографію як символ жіночої впевненості та розкутості.
Знімок став об'єктом численних пародій. Зокрема, журнал «Spy» опублікував версію, де голову тодішнього чоловіка акторки, Брюса Вілліса, «приставили» до тіла чоловіка-моделі з накладним животом. Ще один спірний випадок пов'язаний із пародією, створеною для реклами фільму «Голий пістолет 33⅓: Остання образа» (1994). У ній тіло моделі поєднувалося з «винувато-усміхненим» обличчям актора Леслі Нільсена, а супровідний напис свідчив: «Виходить у березні». Лейбовіц подала до суду на кінокомпанію «Paramount Pictures» (справа «Лейбовіц проти Paramount Pictures Corp.»), проте 1996 року позов відхилили: суд постановив, що пародія ґрунтується на комічному ефекті від контрасту з оригіналом.
У листопаді 2009 року марокканський журнал «Femmes du Maroc» повторив знамениту позу, сфотографувавши в такому ж стилі журналістку Надю Ларге. Це викликало неоднозначну реакцію в мусульманській країні. Рік по тому, в серпні 1992-го, Мур знову з'явилася оголеною на обкладинці «Vanity Fair», цього разу її тіло розписала художниця з боді-арту Джоан Гейр. Фотосесія отримала назву Demi's Birthday Suit («Демі в костюмі Єви»).

## Особисте життя

### Стосунки
У серпні 1979 року, за три місяці до 17-річчя, Демі познайомилася в клубі «The Troubadour» з музикантом Фредді Муром, лідером гурту «Boy». Наприкінці 1980 року він розлучився з дружиною, а через шість тижнів вони одружилися.
8 лютого 1981 року 18-річна Демі одружилася з 30-річним Фредді Муром, який незадовго до цього розлучився зі своєю першою дружиною Люсі. Ще до весілля Демі почала використовувати прізвище чоловіка як сценічне ім'я. Однак шлюб тривав недовго: 1983 року пара розлучилася, після чого у Мур були стосунки з актором Тімоті Гаттоном. Офіційно розлучення з Фредді Муром оформили 7 серпня 1985 року, хоча заяву на розлучення Демі подала ще у вересні 1984 року.
Пізніше акторка заручилася з Еміліо Естевесом, своїм партнером за фільмами «Вогні святого Ельма» і «Віздом» (кримінальна драма, яку Естевес також написав і зрежисирував). Весілля запланували на 6 грудня 1986 року, але заручини скасували після того, як якась жінка подала на Естевеса до суду, вимагаючи від нього 2 мільйони доларів аліментів.
21 листопада 1987 року Мур одружилася з актором Брюсом Віллісом. У цьому шлюбі народила трьох дочок: Румер Гленн Вілліс (1988), Скаут Ларю Вілліс (1991) і Талула Бель Вілліс (1994). 24 червня 1998 року пара оголосила про розставання, а 18 жовтня 2000 року їхнє розлучення офіційно оформили. Попри це, Мур зберегла дружні стосунки з Віллісом і його нинішньою дружиною Еммою Гемінг Вілліс. Згодом вона допомагала їм і їхнім спільним дітям доглядати за Брюсом, чиє здоров'я значно погіршилося.

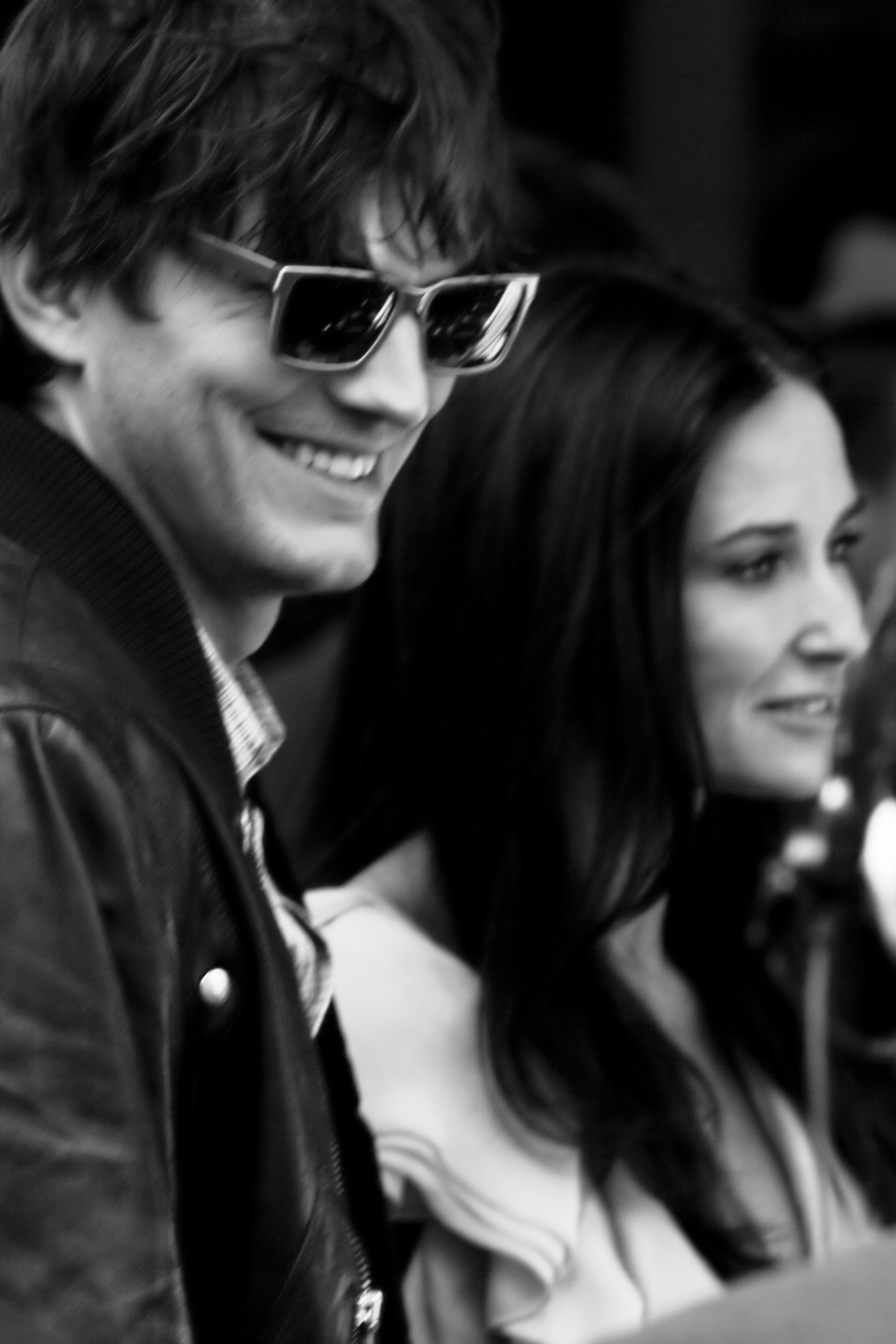
Демі Мур і Ештон Катчер (2009)

Після розлучення з Віллісом мала трирічний роман з інструктором з бойових мистецтв Олівером Віткомбом (1999—2002).
2003 року Мур почала зустрічатися з актором Ештоном Катчером. Незабаром після початку стосунків вона завагітніла, але на шостому місяці пережила викидень. Проте пара продовжила стосунки і 24 вересня 2005 року зіграла весілля. На церемонії були присутні близько 150 гостей, включно з Брюсом Віллісом. У листопаді 2011 року, після місяців спекуляцій у пресі щодо проблеми в їхньому шлюбі, Мур оголосила про рішення розлучитися з Катчером. Офіційно розлучення завершили 26 листопада 2013 року після тривалого періоду роздільного проживання.

### Погляди
Політично Мур є прихильницею Демократичної партії. Демі Мур пов'язує своє хороше самопочуття із сироїдною дієтою. 
Мур відома як пристрасна колекціонерка ляльок. За даними «The New York Times», вона є найвідомішою у світі колекціонеркою цього виду іграшок, а однією з її улюблених ляльок є модель на ім'я Джин Маршалл. Для своєї колекції, що налічує близько 2000 екземплярів, акторка виділила окреме приміщення.
Деякий час акторка захоплювалася вченням Кабали під керівництвом Філіпа Берга і навіть залучила до цього вчення Катчера. За її словами, що вона, не будучи єврейкою, навіть досягла глибшого розуміння певних ритуалів цього вчення, ніж її знайомі, які його практикували. Пізніше вона дистанціювалася від організації Берга.

## Активізм і філантропія
Демі Мур бере активну участь у благодійній діяльності, підтримуючи безліч організацій. Серед них — All Day Foundation, American Foundation for AIDS Research, Artists for Peace and Justice, Coalition to Abolish Slavery and Trafficking, Free The Slaves, Raising Malawi, The Art of Elysium і ЮНІСЕФ. 2010 року Мур вирушила на Гаїті в рамках ініціативи Artists for Peace and Justice, щоб надати допомогу після руйнівного землетрусу. Крім того, вона підтримувала Chrysalis — організацію, що займається працевлаштуванням бездомних.

### Боротьба з сексуальною експлуатацією
2010 року акторка перемогла Кевіна Бейкона в конкурсі «Pepsi Refresh Celebrity Challenge», вигравши 250 тисяч доларів, які спрямувала в організацію GEMS: Girls Educational & Mentoring Services. Ця некомерційна група допомагає молодим жінкам, які постраждали від сексуальної експлуатації та торгівлі людьми.

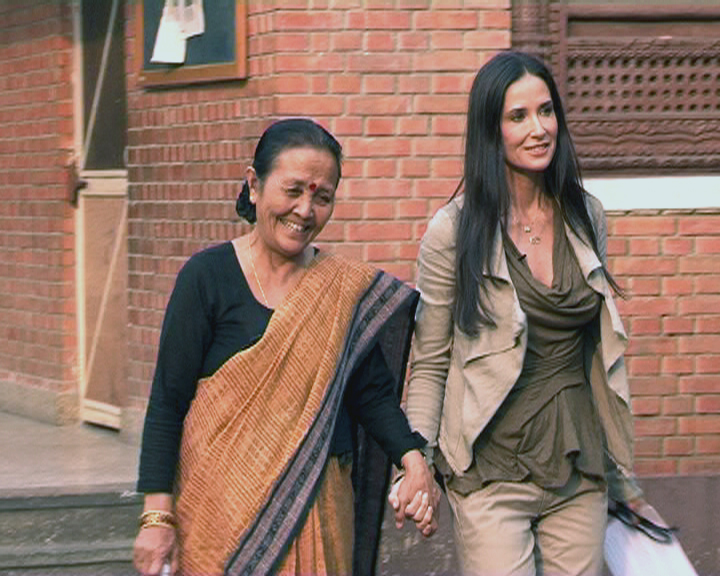
Демі Мур з Анурадха Коїрала під час візиту до Непалу (2011)

Мур також стала спеціальною кореспонденткою проєкту CNN Freedom Project. У рамках цієї роботи вона відвідала Непал, де зустрілася з Анурадхою Коїралою — героїнею CNN 2010 року і засновницею організації Maiti Nepal, яка з 1993 року врятувала понад 12 тисяч непальських дітей від сексуальної експлуатації. Акторка виступила в ролі ведучої та оповідачки в документальному фільмі CNN «Викрадені діти Непалу», що вийшов 26 червня 2011 року. У стрічці вона спілкувалася з прем'єр-міністром Непалу Джаланатом Кханалом і врятованими дівчатами, яких примушували до проституції.
У листопаді 2012 року фонд перейменували на Thorn: Digital Defenders of Children — його місія полягає у протидії торгівлі дітьми, експлуатації неповнолітніх та розповсюдженню матеріалів з дитячою порнографією. За даними звіту організації за 2017 рік, Thorn допоміг правоохоронним органам виявити 5 894 жертви секс-трафіку і врятувати 103 дитини, чиї матеріали розповсюджувалися в мережі. 2022 року Thorn виявив 824 466 файлів із матеріалами про сексуальне насильство над дітьми та ідентифікував 1 895 постраждалих. 2018 року Visionary Women, лос-анджелеська некомерційна організація, нагородила Мур премією Visionary Woman Award за внесок у боротьбу з торгівлею людьми. У 2024 року акторка отримала Премію Мужності на благодійному гала-вечорі The Women's Cancer Research Fund.
Акторка активно веде соцмережі: на січень 2020 року в неї було 4,5 мільйонів підписників у Twitter. Вона використовує ці платформи для привернення уваги до проблеми сексуальної експлуатації та рабства. За даними «Harper's Bazaar», більше половини її публікацій присвячені цій темі. Сама Мур зазначає: «Мені подобається спілкуватися з людьми у віртуальному світі… обмінюватися думками та ідеями, особливо з тими, з ким у реальному житті наші шляхи, можливо, ніколи б не перетнулися». Також, станом на березень 2024 року, Мур мала 6,1 мільйона підписників в Instagram.

## Фільмографія
| Рік       |    | Українська назва                                      | Оригінальна назва                       | Роль                                                      |
| --------- | -- | ----------------------------------------------------- | --------------------------------------- | --------------------------------------------------------- |
| 1978      | с  | В.Е.Б.                                                | W.E.B.                                  | підліток                                                  |
| 1979      | с  | Каз                                                   | Kaz                                     | підліток-повія                                            |
| 1982—1983 | с  | Головний госпіталь                                    | General Hospital                        | Джеккі Темплтон (постійна роль)                           |
| 1981      | ф  | Вибір                                                 | Choices                                 | Коррі                                                     |
| 1982      | ф  | Паразит                                               | Parasite                                | Патриція Веллс                                            |
| 1982      | ф  | Молодість, лікарня, любов                             | Young Doctors in Love                   | інтерн                                                    |
| 1984      | с  | Майстер                                               | The Master                              | Голлі Трамбулл (епізод: «Макс»)                           |
| 1984      | тф | Спальні                                               | Bedrooms                                | Ненсі                                                     |
| 1984      | ф  | У всьому винен Ріо                                    | Blame It on Rio                         | Ніколь Голліс                                             |
| 1984      | ф  | Велике почуття                                        | No Small Affair                         | Лаура Віктор                                              |
| 1985      | ф  | Вогні святого Ельма                                   | St. Elmo's Fire                         | Джулз                                                     |
| 1986      | ф  | Що трапилось минулої ночі                             | About Last Night...                     | Деббі Салліван                                            |
| 1986      | ф  | Одного божевільного літа                              | One Crazy Summer                        | Кассандра Елдрідж                                         |
| 1986      | ф  | Віздом                                                | Wisdom                                  | Карен Сіммонс                                             |
| 1988      | ф  | Сьоме знамення                                        | The Seventh Sign                        | Еббі Квінн                                                |
| 1988      | с  | Керівництво молодого домовласника — як стати щасливим | The New Homeowner's Guide to Happiness  | Сенді Дарден (спецвипуск)                                 |
| 1989      | ф  | Ми не янголи                                          | We're No Angels                         | Моллі                                                     |
| 1989      | с  | Детективне агентство «Місячне сяйво»                  | Moonlighting                            | жінка у ліфті (епізод: «Коли дівчата стикаються»)         |
| 1990      | с  | Байки зі склепу                                       | Tales from the Crypt                    | Кетті Марно (епізод: «Абсолютно вірно»)                   |
| 1990      | ф  | Привид                                                | Ghost                                   | Моллі Дженсен                                             |
| 1991      | ф  | Одні неприємності                                     | Nothing But Trouble                     | Діана Лайтсон                                             |
| 1991      | ф  | Смертельні думки                                      | Mortal Thoughts                         | Синтія Келлогг                                            |
| 1991      | ф  | Дружина м'ясника                                      | The Butcher's Wife                      | Марина Лемке                                              |
| 1992      | ф  | Декілька хороших хлопців                              | A Few Good Men                          | лейтенант-командер Джоанн Галловей                        |
| 1993      | ф  | Непристойна пропозиція                                | Indecent Proposal                       | Даяна Мерфі                                               |
| 1994      | ф  | Викриття                                              | Disclosure                              | Мередіт Джонсон                                           |
| 1995      | ф  | Червона літера                                        | The Scarlet Letter                      | Естер Прайнн                                              |
| 1995      | ф  | Зараз і тоді                                          | Now and Then                            | Саманта                                                   |
| 1996      | ф  | Присяжна                                              | The Juror                               | Енні                                                      |
| 1996      | ф  | Стриптиз                                              | Striptease                              | Ерін Гранд                                                |
| 1996      | тф | Якби стіни могли говорити                             | If These Walls Could Talk               | Клер Доннеллі                                             |
| 1996      | мф | Горбань із Нотр-Дама                                  | The Hunchback of Notre Dame             | Есмеральда (голос)                                        |
| 1996      | мф | Бівис і Батхед роблять Америку                        | Beavis and Butt-Head Do America         | Даллас Граймс (голос)                                     |
| 1997      | ф  | Солдат Джейн                                          | G.I. Jane                               | Джордан О'Ніл                                             |
| 1997      | ф  | Розбираючи Гаррі                                      | Deconstructing Harry                    | Гелен                                                     |
| 1997      | тф | Шлях у нікуди                                         | Destination Anywhere                    | Джені                                                     |
| 1997      | с  | Еллен                                                 | Ellen                                   | леді (епізод: «Епізод з цуценям»)                         |
| 2000      | ф  | Пристрасті розуму                                     | Passion of Mind                         | Марта Марі / Марті Телрідж                                |
| 2002      | мф | Горбань з Нотр-Даму 2                                 | The Hunchback of Notre Dame II          | Есмеральда (голос)                                        |
| 2003      | ф  | Янголи Чарлі: Повний вперед                           | Charlie's Angels: Full Throttle         | Медісон Лі                                                |
| 2003      | с  | Вілл і Грейс                                          | Will & Grace                            | Сіссі Палмер-Гінзбург (епізод: «Жінки та діти понад усе») |
| 2006      | ф  | Напівсвітло                                           | Half Light                              | Рейчел Карлсон                                            |
| 2006      | ф  | Боббі                                                 | Bobby                                   | Вірджинія                                                 |
| 2007      | ф  | Хто ви, містере Брукс?                                | Mr. Brooks                              | детектив Трейсі Етвуд                                     |
| 2007      | ф  | Без вад                                               | Flawless                                | Лаура                                                     |
| 2009      | ф  | Сльози щастя                                          | Happy Tears                             | Лаура                                                     |
| 2009      | ф  | Сімейка Джонсів                                       | The Joneses                             | Кейт Джонс                                                |
| 2009      | мф | Магічна сімка                                         | The Magic 7                             | Ю-З-Онеса (голос)                                         |
| 2010      | ф  | Бунраку                                               | Bunraku                                 | Александра                                                |
| 2011      | ф  | Родичі                                                | Another Happy Day                       | Петті                                                     |
| 2011      | ф  | Межа ризику                                           | Margin Call                             | Сара Робертсон                                            |
| 2012      | ф  | Літо. Однокласники. Любов                             | LOL                                     | Енні                                                      |
| 2013      | ф  | Дуже хороші дівчатка                                  | Very Good Girls                         | Кейт                                                      |
| 2015      | ф  | Покинутий                                             | Forsaken                                | Мері-Еліс Ватсон                                          |
| 2016      | ф  | Сліпець                                               | Blind                                   | Сюзанн Датчман                                            |
| 2016      | ф  | Молодість за страховкою                               | Wild Oats                               | Крістал                                                   |
| 2017      | ф  | Розваги дорослих дівчат                               | Rough Night                             | Ліа                                                       |
| 2017—2018 | с  | Імперія                                               | Empire                                  | Клаудія (7 епізодів)                                      |
| 2018      | ф  | З любов'ю, Соня                                       | Love Sonia                              | Сельма                                                    |
| 2018      | мс | Звірі                                                 | Animals                                 | голос (5 епізодів)                                        |
| 2019      | ф  | Корпоративні тварини                                  | Corporate Animals                       | Люсі                                                      |
| 2020      | тф | Пташка у клітці                                       | Songbird                                | Пайпер Гріффін                                            |
| 2020      | с  | Прекрасний новий світ                                 | Brave New World                         | Лінда (3 епізоди)                                         |
| 2022      | ф  | Будь ласка, крихітко, будь ласка                      | Please Baby Please                      | Морін                                                     |
| 2022      | ф  | Нестерпний тягар величезного таланту                  | The Unbearable Weight of Massive Talent | Олівія                                                    |
| 2024      | с  | Ворожнеча: Капоте проти лебедів                       | Feud: Capote vs. The Swans              | Енн Вудворд (4 епізоди)                                   |
| 2024—...  | с  | Землевласник                                          | Landman                                 | Камілла Міллер                                            |
| 2024      | ф  | Субстанція                                            | The Substance                           | Елізабет Спаркл                                           |

### Відеокліпи
| Рік  | Артист         | Назва                           | Роль                        |
| ---- | -------------- | ------------------------------- | --------------------------- |
| 1980 | The Nu-Kats    | It's Not a Rumor                | —                           |
| 1985 | Джон Парр      | St. Elmo's Fire (Man in Motion) | Джуліана «Джулс» Ван Паттен |
| 1994 | Маппети        | She Drives Me Crazy             | у ролі самої себе           |
| 1998 | Джон Бон Джові | Ugly                            | —                           |

### Режисерка та продюсерка
| Рік  |    | Українська назва                        | Оригінальна назва                           | Роль                            |
| ---- | -- | --------------------------------------- | ------------------------------------------- | ------------------------------- |
| 1991 | ф  | Смертельні думки                        | Mortal Thoughts                             | співпродюсерка                  |
| 1995 | ф  | Зараз і тоді                            | Now and Then                                | продюсерка                      |
| 1996 | тф | Якби стіни могли говорити               | If These Walls Could Talk                   | виконавча продюсерка            |
| 1997 | ф  | Остін Паверс: Міжнародна людина-загадка | Austin Powers: International Man of Mystery | продюсерка                      |
| 1997 | ф  | Солдат Джейн                            | G.I. Jane                                   | продюсерка                      |
| 1999 | ф  | Остін Паверс: Шпигун, який мене звабив  | Austin Powers: The Spy Who Shagged Me       | продюсерка                      |
| 2002 | ф  | Остін Паверс: Золотий орган             | Austin Powers in Goldmember                 | продюсерка                      |
| 2008 | кф | Смуга                                   | Streak                                      | режисерка                       |
| 2011 | тф | П'ять                                   | Five                                        | режисерка (сегмент: «Шарлотта») |
| 2012 | с  | Розмова                                 | The Conversation                            | виконавча продюсерка            |
| 2020 | с  | Брудна Даяна                            | Dity Diana                                  | режисерка                       |

### Театральні роботи
| Рік  | Назва            | Назва оригіналу   | Роль | Місце      | Театр                     |
| ---- | ---------------- | ----------------- | ---- | ---------- | ------------------------- |
| 1986 | Рання дівчина    | The Early Girl    | Лілі | Оф-Бродвей | Репертуарний театр «Круг» |
| 2009 | 24-годинні п'єси | The 24 Hour Plays | —    | Бродвей    | —                         |

### Реклама
| Рік  | Компанія/Бренд          | Рекламування                           |
| ---- | ----------------------- | -------------------------------------- |
| 1988 | The Coca-Cola Company   | Безалкогольний напій: Дієтична кола    |
| 1991 | Keds                    | Взуття                                 |
| 1992 | Oscar Mayer             | Харчові продукти; озвучка              |
| 1993 | Lux                     | Засоби для догляду за шкірою           |
| 1997 | Jog Mate Protein        | Харчові продукти                       |
| 1997 | Seibu Department Stores | Японський універмаг                    |
| 2012 | Oriflame                | Лінія косметики: Ще більше Демі        |
| 2013 | Oriflame                | Fragrance: My Red                      |
| 2019 | Geico                   | Страхування                            |
| 2022 | AT&T (Super Bowl LVI)   | Постачальник телекомунікаційних послуг |

## Нагороди та номінації

### Основні нагороди
| Нагорода                         | Рік  | Робота                    | Категорія                                       | Результат |
| -------------------------------- | ---- | ------------------------- | ----------------------------------------------- | --------- |
| «Оскар»                          | 2025 | Субстанція                | Найкраща жіноча роль                            | Номінація |
| BAFTA                            | 2025 | Субстанція                | Найкраща жіноча роль                            | Номінація |
| Премія Гільдії кіноакторів       | 2007 | Боббі                     | Найкращий акторський склад в ігровому кіно      | Номінація |
| Премія Гільдії кіноакторів       | 2025 | Субстанція                | Найкраща жіноча роль                            | Перемога  |
| Премія Гільдії режисерів Америки | 2012 | П'ять                     | Найкращий режисер — міні-серіал або телефільм   | Номінація |
| «Еммі»                           | 1997 | Якби стіни могли говорити | Найкращий телефільм                             | Номінація |
| «Золотий глобус»                 | 1991 | Привид                    | Найкраща жіноча роль — комедія або мюзикл       | Номінація |
| «Золотий глобус»                 | 1997 | Якби стіни могли говорити | Найкраща жіноча роль — мінісеріал або телефільм | Номінація |
| «Золотий глобус»                 | 1997 | Якби стіни могли говорити | Найкраща мінісеріал або телефільм               | Номінація |
| «Золотий глобус»                 | 2025 | Субстанція                | Найкраща жіноча роль — комедія або мюзикл       | Перемога  |
| «Незалежний дух»                 | 2012 | Межа ризику               | Премія Роберта Олтмена                          | Перемога  |
| «Незалежний дух»                 | 2025 | Субстанція                | Найкраща головна роль                           | Номінація |

### Нагороди та номінації критиків
| Нагорода                                            | Рік  | Робота      | Категорія                                    | Результат      |
| --------------------------------------------------- | ---- | ----------- | -------------------------------------------- | -------------- |
| Альянс жінок-кіножурналістів                        | 2024 | Субстанція  | Найкраща жіноча роль                         | Номінація      |
| Альянс кінокритиків Міннесоти                       | 2025 | Субстанція  | Найкраща жіноча роль                         | Перемога       |
| Асоціація кіножурналістів Індіани                   | 2024 | Субстанція  | Найкраща головна роль                        | Перемога       |
| Асоціація кінокритиків Великого Західного Нью-Йорка | 2025 | Субстанція  | Найкраща жіноча роль                         | Номінація      |
| Асоціація кінокритиків Вашингтона                   | 2024 | Субстанція  | Найкраща жіноча роль                         | Номінація      |
| Асоціація кінокритиків Великобританії               | 2024 | Субстанція  | Акторка року                                 | Перемога       |
| Асоціація кінокритиків Далласа-Форт-Уерта           | 2024 | Субстанція  | Найкраща жіноча роль                         | Друге місце    |
| Асоціація кінокритиків Джорджії                     | 2025 | Субстанція  | Найкраща жіноча роль                         | Номінація      |
| Асоціація кінокритиків Колумбуса                    | 2024 | Субстанція  | Найкраща головна роль                        | Перемога       |
| Асоціація кінокритиків Лос-Анджелеса                | 2024 | Субстанція  | Найкраща головна роль                        | Друге місце    |
| Асоціація кінокритиків М'юзік-Сіті                  | 2025 | Субстанція  | Найкраща жіноча роль                         | Перемога       |
| Асоціація кінокритиків Остіна                       | 2025 | Субстанція  | Найкраща жіноча роль                         | Номінація      |
| Асоціація кінокритиків Північного Техасу            | 2024 | Субстанція  | Найкраща жіноча роль                         | Номінація      |
| Асоціація кінокритиків Північної Кароліни           | 2025 | Субстанція  | Найкраща жіноча роль                         | Номінація      |
| Асоціація кінокритиків Сент-Луїса                   | 2024 | Субстанція  | Найкраща жіноча роль                         | Номінація      |
| Асоціація кінокритиків Торонто                      | 2024 | Субстанція  | Найкраща головна роль                        | Друге місце    |
| Асоціація кінокритиків Центрального Огайо           | 2012 | Межа ризику | Найкращий акторський склад                   | Номінація      |
| Асоціація кінокритиків Чикаго                       | 2024 | Субстанція  | Найкраща жіноча роль                         | Номінація      |
| Асоціація кінокритиків Південного Сходу             | 2024 | Субстанція  | Найкраща жіноча роль                         | Друге місце    |
| Асоціація кінокритиків Юти                          | 2025 | Субстанція  | Найкраща жіноча роль                         | Перемога       |
| Вибір критиків                                      | 2007 | Боббі       | Найкращий акторський склад                   | Номінація      |
| Вибір критиків                                      | 2025 | Субстанція  | Найкраща жіноча роль                         | Перемога       |
| Гільдія кінокритиків Мічигану                       | 2024 | Субстанція  | Найкраща жіноча роль                         | Номінація      |
| Товариство кінокритиків Дубліна                     | 2024 | Субстанція  | Найкраща жіноча роль                         | Друге місце    |
| Товариство кінокритиків затоки Сан-Франциско        | 2024 | Субстанція  | Найкраща жіноча роль                         | Номінація      |
| Товариство кінокритиків Канзас-Сіті                 | 2024 | Субстанція  | Найкраща жіноча роль                         | Перемога       |
| Товариство кінокритиків Філадельфії                 | 2024 | Субстанція  | Найкраща жіноча роль                         | Друге місце    |
| Товариство критиків Фінікса                         | 2024 | Субстанція  | Найкраща жіноча роль                         | Номінація      |
| Премія Лондонської асоціації кінокритиків           | 2025 | Субстанція  | Акторка року                                 | Номінація      |
| Премія критиків «Обговорюємо Фільм»                 | 2025 | Субстанція  | Найкраща жіноча роль                         | Друге місце    |
| Товариство кінокритиків Детройта                    | 2012 | Межа ризику | Найкращий акторський склад                   | Номінація      |
| Товариство кінокритиків Лас-Вегаса                  | 2024 | Субстанція  | Найкраща жіноча роль                         | Номінація      |
| Товариство кінокритиків Лас-Вегаса                  | 2024 | -           | Премія Вільяма Холдена за довічні досягнення | Номінація      |
| Товариства кінокритиків Оклахоми                    | 2025 | Субстанція  | Найкраща жіноча роль                         | Номінація      |
| Товариство кінокритиків Сан-Дієго                   | 2024 | Субстанція  | Найкраща жіноча роль                         | Номінація      |
| Товариство кінокритиків Сіетла                      | 2024 | Субстанція  | Найкраща жіноча роль                         | Номінація      |
| Товариство кінокритиків Фінікса                     | 2011 | Межа ризику | Найкращий акторський склад                   | Номінація      |
| Онлайн-асоціація жінок-кінокритиків                 | 2024 | Субстанція  | Найкраща жіноча роль                         | Перемога       |
| Онлайн-кінокритики Нью-Йорка                        | 2024 | Субстанція  | Найкраща жіноча роль                         | Друге місце    |
| Опитування критиків «IndieWire»                     | 2024 | Субстанція  | Найкраща роль                                | Четверте місце |

### Інші нагороди та номінації
| Нагорода                             | Рік  | Робота                          | Категорія                                               | Результат      |
| ------------------------------------ | ---- | ------------------------------- | ------------------------------------------------------- | -------------- |
| DVD Exclusive Awards                 | 2003 | Горбань з Нотр-Даму 2           | Найкраще виконання анімаційного персонажа               | Номінація      |
| Премія подкастів «iHeartRadio»       | 2021 | Брудна Даяна                    | Найкращий художній подкаст                              | Номінація      |
| MTV Movie & TV Awards                | 1993 | Декілька хороших хлопців        | Найкраща жіноча роль                                    | Номінація      |
| MTV Movie & TV Awards                | 1994 | Непристойна пропозиція          | Найкраща жіноча роль                                    | Номінація      |
| MTV Movie & TV Awards                | 1994 | Непристойна пропозиція          | Кращий поцілунок                                        | Перемога       |
| MTV Movie & TV Awards                | 1994 | Непристойна пропозиція          | Найбажаніша жінка                                       | Номінація      |
| MTV Movie & TV Awards                | 1995 | Викриття                        | Найбажаніша жінка                                       | Номінація      |
| MTV Movie & TV Awards                | 1995 | Викриття                        | Найкращий лиходій                                       | Номінація      |
| MTV Movie & TV Awards                | 1996 | Червона літера                  | Найбажаніша жінка                                       | Номінація      |
| MTV Movie & TV Awards                | 1998 | Солдат Джейн                    | Найкращий бій                                           | Номінація      |
| MTV Movie & TV Awards                | 2004 | Янголи Чарлі: Повний вперед     | Найкращий лиходій                                       | Номінація      |
| Вибір народу                         | 1993 | Декілька хороших хлопців        | Улюблена кіноакторка                                    | Номінація      |
| Вибір народу                         | 1993 | Декілька хороших хлопців        | Улюблена акторка у драматичному фільмі                  | Перемога       |
| Вибір народу                         | 1996 | Червона літера                  | Улюблена акторка у драматичному фільмі                  | Номінація      |
| Астра                                | 2025 | Субстанція                      | Найкраща жіноча роль                                    | Номінація      |
| Астра                                | 2025 | Субстанція                      | Найкраща роль у фільмі жахів чи трилері                 | Номінація      |
| Голлівудська кінопремія              | 2006 | Боббі                           | Акторський ансамбль року                                | Перемога       |
| Готем                                | 2011 | Межа ризику                     | Найкращий акторський склад                              | Номінація      |
| Готем                                | 2024 | Субстанція                      | Найкраща головна роль                                   | Номінація      |
| Дівчата у кіно                       | 2025 | Субстанція                      | Найкраща головна роль                                   | Номінація      |
| Дні кіно                             | 2025 | Субстанція                      | Найкраща міжнародна акторка                             | Четверте місце |
| Кінофестиваль у Савані               | 2024 | —                               | Премія іконі                                            | Перемога       |
| Кінофестиваль у Сан-Валлі            | 2024 | Субстанція                      | Премія «Бачення»                                        | Перемога       |
| Кінофестиваль у Сан-Франциско        | 2024 | —                               | Премія Марії Манетті Шрем за акторську майстерність     | Перемога       |
| Конвенція «ShoWest»                  | 1995 | —                               | Жінка-зірка року                                        | Перемога       |
| Міжнародна премія онлайн-кіно        | 2024 | Ворожнеча: Капоте проти Лебедів | Найкращий акторський склад у міні-серіалі чи телефільмі | Номінація      |
| Міжнародний кінофестиваль у Гемптоні | 2024 | —                               | Премія за досягнення в акторській кар'єрі               | Перемога       |
| Сатурн                               | 1991 | Привид                          | Найкраща кіноакторка                                    | Перемога       |
| Сатурн                               | 2025 | Субстанція                      | Найкраща кіноакторка                                    | В очікуванні   |
| Супутник                             | 2025 | Субстанція                      | Найкраща жіноча роль — комедія або мюзикл               | Перемога       |
| Театральний світ                     | 1987 | Рання дівчинка                  | —                                                       | Перемога       |
| Премія ААП «Фільми для дорослих»     | 2025 | Субстанція                      | Найкраща жіноча роль                                    | Перемога       |
| Французька сінематека                | 2024 | —                               | Дань поваги кар'єрі                                     | Перемога       |
| Енні                                 | 1996 | Горбань з Нотр-Даму             | Найкраще індивідуальне досягнення: озвучування          | Номінація      |